# 石川多聞
石川 多聞（いしかわ たもん、1943年5月11日 - 2023年10月23日）は、日本の政治家。自由民主党所属の元茨城県議会議員。茨城県東茨城郡城里町（旧常北町）出身。
父は、茨城県議・常北町長を務めた石川稲實。

## 経歴
地元の中学卒業後、東京に単身上京。日本大学豊山高等学校から日本大学法学部に進学し卒業。
大学卒業後は、日本会・日本総調和連盟の総裁である内閣総理大臣佐藤榮作の秘書、また機関紙『総調和』（発行責任者は山岡荘八）の編集長も務めた。
その後、郷土に戻り常北町議会議員（3期）を経て、自民党選出の茨城県議会議員を7期 務める。この間、各常任委員会委員長・茨城県議会議長、自民党茨城県連政調会長・総務会長・会派「いばらき自民党」議員会長を歴任。
2014年8月12日に茨城県議会議員を辞職。阿久津藤男・城里町長（当時）の辞職に伴う同年9月21日の町長選へ立候補 したが、対抗馬の上遠野修に大差で敗れた。
2015年秋の叙勲で旭日中綬章受章。
2023年10月23日、胃がんにより水戸市内の病院で死去。80歳没。

### 政治以外の活動
社団法人茨城県林業協会会長、いばらき水と緑と土のネットワーク代表、茨城県議会林業・林産業活性化議員連盟事務局長、茨城の森林を守る県民会議事務局長、(財)日本釣り振興会茨城県支部長、茨城インディアカ協会会長、茨城県信用組合農林水産部顧問、(社)農山漁村資源開発協会理事。
また、茨城大学で非常勤講師、日本文教研究会事務局次長、(社)宗教センター事務局次長、日本青年文化会議代表、（社）茨城県建築士事務所協会顧問、茨城ディスプレイ協同組合顧問等を務めていた経験もある。

### 国際活動
アジアを中心とした海外との関係も深く、NPO法人モンゴル緑化日本協会会長、(社)日華協会理事、(社)日本・タジキスタン友好協会理事、(社)バングラデシュ友好協会理事、茨城県日韓親善協会常任副会長、茨城空港サポータズ顧問なども務めている。長きにわたってモンゴル国との交流促進に貢献したとして、2008年にモンゴル国から北極星勲章（外国人に与えられる称号としては最高位）を授与された。茨城県議・水戸市議らでつくる議員連盟「拉致問題を考える茨城県地方議員連絡会」の座長をも務め、北朝鮮による拉致被害者救出運動にも取り組んでいた。